# Nightingalegors
De nightingalegors (Nesospiza questi) is een zangvogel uit de familie Thraupidae (tangaren). Het is een kwetsbare, endemische vogelsoort op het ongewoonde eiland Nightingale in de archipel van Tristan da Cunha in de zuidelijke Atlantische Oceaan. Net als de darwinvinken van de Galapagoseilanden vormt deze vogelsoort een interessant voorbeeld van soortvorming op eilanden (adaptieve radiatie).

## Kenmerken
De vogel is 16 tot 18 cm lang. De vogel is van boven geel tot olijfkleurig groen en heeft een grijze kop met fijne donkerbruine streepjes, vooral op de kruin. De vleugels zijn grijsbruin met geelachtige randen aan de veren. De ogen zijn donkerbruin en de poten en snavel zijn donkergrijs tot bijna zwart. Het vrouwtje is doffer gekleurd en heeft meer streepjes en onvolwassen vogels zijn nog sterker gestreept. De vogel is kleiner en lichter van kleur dan de nauw verwante Wilkins' gors (N. wilkinsi) en heeft ook een dunnere snavel.

## Verspreiding en leefgebied
Deze soort komt voor op Nightingale en omliggende kleine eilanden, in diverse typen leefgebieden van rotsige terreinen langs de kust tot op de hoogste rotstoppen, maar is het meest voorkomend rond slijkgraspollen (Spartina arundinacea) langs meertjes midden op het eiland.

## Status
De nightingalegors heeft een zeer beperkt verspreidingsgebied en daardoor is de kans op uitsterven aanwezig. De grootte van de populatie werd in 2016 door BirdLife International geschat op 13 tot 14 duizend individuen.Het leefgebied kan voortdurend worden aangetast door de introductie van invasieve dier- en plantensoorten, nu steeds meer mensen over motorboten beschikken, waarmee ze de eilanden kunnen bereiken. Om deze redenen staat deze soort als kwetsbaar op de Rode Lijst van de IUCN.